# Luis Pintsch
Luis Pintsch (* 1999 in Berlin) ist ein deutscher Schauspieler.

## Leben
Luis Pintsch besuchte die Waldorfschule Berlin-Mitte.
In dem auf einem tatsächlichen Fall basierenden Filmdrama Somewhere in Tonga (2017), das in der ZDF-Reihe „Shooting Stars – Junges Kino im Zweiten“ gezeigt wurde, stand er erstmals vor der Kamera. Er verkörperte darin den 16-jährigen Marcel, einen gewaltbereiten Straftäter, dem nach einem tätlichen Angriff auf einen Sozialarbeiter eine Gefängnisstrafe droht, und der die Möglichkeit bekommt, an der Seite des Sozialpädagogen und Aussteigers Wolski (Sascha Alexander Gersak) seine Haft auf einer einsamen Insel im Südpazifik abzusitzen. Pintsch, der diese Rolle „mal voller Wut, mal ganz verletzlich spielt[e]“, wurde in der Märkischen Allgemeinen Zeitung als schauspielerische „Entdeckung“ bezeichnet. Pintsch wurde für seine Darstellung beim Internationalen Film Festival Mailand in der Kategorie „Best Supporting Performance Male“ ausgezeichnet und für den Studio Hamburg Nachwuchspreis als bester Nachwuchsdarsteller nominiert.
Von 2019 bis 2023 absolvierte er sein Schauspielstudium an der Hochschule für Musik und Theater Rostock.
In der 17. Staffel der ZDF-Serie SOKO Köln (2019) übernahm Pintsch eine der Episodenrollen als 18-jähriger, tatverdächtiger Jugendlicher Lenny Petzold.
Im vierten Film der ARD-Reihe Der Lissabon-Krimi, der im April 2019 auf Das Erste erstausgestrahlt wurde, verkörperte Pintsch in einer der Hauptrollen den jungen, aus reichem Hause stammenden David de Costa, der im Verdacht steht, in einem Waldstück einen Brand gelegt zu haben, in dessen Flammen sein Freund ums Leben gekommen ist. In der 5. Staffel der TV-Serie In aller Freundschaft – Die jungen Ärzte (2019) übernahm Pintsch eine dramatische Episodenhauptrolle als junger Diabetiker Jan Radke. In der 13. Staffel der TV-Serie SOKO Stuttgart (2021) spielte Pintsch eine der Episodenhauptrollen als tatverdächtiger, straffällig gewordener Jugendlicher Dennis Scheele. In der 9. Staffel der TV-Serie In aller Freundschaft – Die jungen Ärzte (2024)  war er erneut in einer Episodenhauptrolle zu sehen, diesmal als junger Patient, der mit seiner Ex-Freundin einen Rosenkrieg um die gemeinsamen Haustiere führt.
Pintsch lebt in Berlin.

## Filmografie
- 2017: Somewhere in Tonga (Kinofilm)
- 2018: Großstadtrevier: Harrys Aussage (Fernsehserie)
- 2019: SOKO Köln: Schuld (Fernsehserie)
- 2019: Der Lissabon-Krimi: Feuerteufel (Fernsehreihe)
- 2019: In aller Freundschaft – Die jungen Ärzte: Volle Verantwortung (Fernsehserie)
- 2019: Wir sind die Welle (Serie)
- 2021: SOKO Stuttgart: Misfits (Fernsehserie)
- 2022: Notruf Hafenkante: In der Schusslinie (Fernsehserie)
- 2024: In aller Freundschaft – Die jungen Ärzte: Zeitdruck (Fernsehserie)
- 2024: Blutige Anfänger: Schiffbruch (Fernsehserie)
- 2024: Allein zwischen den Fronten